# Nicolas Bailly
Pour les articles homonymes, voir Bailly.
Nicolas Bailly, né le 3 mai 1659 et mort à Paris le 13 novembre 1736, est un peintre miniaturiste et graveur aquafortiste français. 
Il est nommé garde des tableaux de la Couronne en 1699.

## Biographie
Le 2 juin 1693, le roi attribua « à Nicolas Bailly, peintre en miniature » en considération « de l'expérience qu'il s'est acquis (sic) dans cette profession » et vu « qu'il mérite l'honneur de loger avec les autres artistes de réputation dans la galerie de son chasteau du Louvre », le logement qu'avait occupé son père, Jacques Bailly (1629-1679) et dont jouissait alors sa mère Suzanne Bourgeois. Elle mourut en 1713 dans ce logement où elle avait vécu avec son mari depuis 1667. Nicolas Bailly, qui y avait été élevé avec sa fratrie, en prit officiellement possession en 1693. 

## Famille
- Jacques I Bailly (1629-1679)[2],[3], peintre de fleur, de fruits et d'ornements, peintre ordinaire du roi, reçu à l'Académie royale de peinture et de sculpture en 1663, marié à Suzanne Bourgeois[4] dont il eut plusieurs enfants,
  - Jacques Bailly, fils aîné, peintre, mort à Douai le 2 juin 1716[5],
  - Nicolas Bailly, second fils, garde des tableaux du roi[6] a été marié avec Louise Le Peintre (†1731), dont il a eu :
    - Jacques II Bailly (Versailles, 1701-†1768), peintre du roi et garde des tableaux de la Couronne, marié à Cécile Guichon,
      - Jean-Sylvain Bailly, astronome, membre de l'académie française, maire de Paris, et a obtenu la survivance de la charge de garde des tableaux du roi en 1754, jusqu'à la suppression de la charge en 1783,

    - Marguerite-Thérèse Bailly, mariée en 1727 à Jacques Bousseau, premier sculpteur du roi d'Espagne, qui ont eu 7 enfants, dont :
      - Marie-Esther Bousseau, mariée à Antoine Gibert, joailler du garde-meuble de la Couronne,

    - Suzanne Bailly, "singulierement pieuse et charitable" dans la paroisse Saint-Germain l'Auxerrois[7], mariée en 1723[8] à Pierre Prévost (+1754), marchand orfèvre, grand garde de l'orfèvrerie 1754;

  - Geneviève Bailly (vers 1665 - 1729), mariée en 1684 avec Simon II Thomassin, graveur du roi,
  - Jeanne Bailly, mariée en 1703 avec Jean-Sylvain Cartaud, architecte.

## Publication
- Inventaire des tableaux du roy rédigé en 1709 et 1710 par Nicolas Bailly publié pour la première fois avec des additions et des notes par Fernand Engerand, Ernest Leroux, Paris, 1899 (lire en ligne)
- Livre de diverses vues des Environs de Paris et d'autres endroits présenté à S. A. S. Monseigneur le Duc d'Anguien